# Chris Vadala
 Christopher Joseph „Chris“ Vadala (* 1948 in Poughkeepsie; † 17. Januar 2019) war ein US-amerikanischer Jazzmusiker (Saxophon, Flöte, Klarinette) und Hochschullehrer.

## Leben und Wirken
Vadala besuchte die Eastman School of Music, den Bachelor of Arts in Saxophon und Musikpädagogik sowie den Master in Klarinette erwarb er am Connecticut College. Dem folgte ein Postgraduierten-Studium an der Eastman School. In den 1970er- und 80er-Jahren arbeitete er bei Chuck Mangione;  im Laufe seiner Musikerkarriere  spielte er u. a. mit Quincy Jones, B. B. King, Ella Fitzgerald, Aretha Franklin, Plácido Domingo, Chick Corea, Natalie Cole, Herbie Hancock, Ray Charles und Stevie Wonder. 1999 nahm er unter eigenem Namen das Album Out of the Shadows auf.
Vadala unterrichtete im University System of Maryland als Leiter des Fachbereichs Jazz Studies; zuvor war er 30 Jahre an der DeMatha Catholic High School tätig. Im Bereich des Jazz war er zwischen 1970 und 2015 an 44 Aufnahmesessions beteiligt (u. a. auch mit Jeff Tyzik, Cabo Frio und dem Uptown Vocal Jazz Quartet), insgesamt an mehr als 100 Sessions.

## Diskographische Hinweise
- Out of the Shadows (1999), mit Mark Cook (Keyboards), Pepe Gonzalez (Bass), Steve Fidyk (Schlagzeug)
- Chris Vadala & Rick Whitehead: Eastern Standard Time (2015), mit John Previti (Bass), Barry Hart (Schlagzeug)
- Chris Gekker, Rita Sloan, Clara O’Brien, Chris Vadala: Ghost Dialogues (Metier, 2017)